# 홍종철 (1890년)
홍종철(洪鍾轍, 일본식 이름: 洪海鍾轍(고카이 쇼와다치), 1890년 4월 25일 ~ 1973년 4월 29일)은 본관은 남양이며, 조선총독부 중추원 참의이다. 아버지는 홍재삼(洪在森)이고, 어머니는 진대기(陳大基)이다. 더불어민주당의 정치인 홍영표의 할아버지이기도 하다.

## 생애
어린 시절에 한학을 배웠으며 1909년 2월에 대한협회 무안지회 회원을 역임했으며 1910년 11월에는 전라북도 무장군 사립동명(東明)학교를 졸업했다. 1913년 3월 고창공립보통학교 학무위원을 역임했고 같은 해 12월 24일에는 현금과 미곡을 기부하여 조선총독부로부터 목배 1개를 받았다.
1914년 9월 22일에는 고창소방조 설비비를 기부하여 조선총독부로부터 목배 1개를 받았다. 1915년 4월 21일에는 도로개수비를, 1915년 6월 17일에는 도로부지용 토지를 각각 기부하여 조선총독부로부터 목배 1개를 받았다. 1915년 6월에는 전라북도 고창군 고창면 독행자(篤行者)로 선정되면서 전라북도장관 표창을 받았고 같은 해 11월 10일에는 일본 정부로부터 다이쇼대례기념장을 받았다.
1916년 7월 5일부터 1917년 7월 10일까지 전라북도 지방토지조사위원회 임시위원을 역임했으며 1918년 6월 25일부터 1920년 9월까지 전라북도 고창군 참사로 근무했다. 1919년에는 사립 고창고등보통학교(현재의 고창고등학교) 건립 과정에서 16,000원을 기부했다. 1920년 1월 14일에는 동아일보사 설립 발기인으로 참여했고 1920년에는 고창청년회 회장을, 1922년에는 고창노동친목회 회장을 역임했다. 1923년 4월에는 동아일보 고창지국 고문을 역임했다. 1923년 7월에는 사립 고창고등보통학교 이사를, 1924년 9월 시대일보 고창분국 고문을 역임했다.
1924년 4월 1일과 1927년 4월 1일에는 전라북도 민선 도평의회원으로 임명되었으며 1929년 5월 1일에는 조선박람회 평의원으로 위촉되었다. 1924년부터 홍해농장(洪海農場)을 경영하는 한편 같은 해에 고창연해어업조합을 설립하고 조합장에 취임했다. 1927년에는 고창번영회 회장을 역임했고 1927년 11월부터 고창산업조합 감사를 역임했다. 1928년 11월 16일에는 일본 정부로부터 쇼와대례기념장을 받았으며 1928년 11월 22일에는 교육 보급과 산업 발달에 기여한 공로를 인정받아 조선총독부로부터 특례은배를 받았다.
1930년 4월 1일 전라북도 관선 도평의회원으로 임명되었으며 1930년 6월 3일부터 1933년 6월 2일까지 조선총독부 중추원 참의를 역임했다. 1933년 2월에는 고창고등보통학교 전무를 역임했고 1933년 5월 11일과 1937년 5월 11일에는 전라북도 관선 도회의원으로 임명되었다. 1934년 9월에는 광주세무감독국 정읍세무서 소득조사위원회 위원으로 임명되었고 1935년 10월에는 조선총독부로부터 시정 25주년 기념표창과 은배 1조를 받았다. 이러한 행적으로 인해 친일파 708인 명단의 중추원 부문, 민족문제연구소의 친일인명사전 수록자 명단의 중추원 부문, 친일반민족행위진상규명위원회가 발표한 친일반민족행위 705인 명단에 포함되었다.
홍종철은 일제 강점기에 막대한 수입을 벌어들인 아버지로부터 유산을 물려받았고 1937년에는 370여 정보(약 111만 평)의 땅을 소유한 전라북도 고창군의 거부였다고 한다. 1935년 7월에는 전라북도회의원 만주시찰단의 일원으로 만주를 방문했다. 1936년 6월에는 정읍국자주식회사 이사를 역임했고 1939년 11월에는 고창요업주식회사 사장과 고창흥산주식회사 이사를 역임했다. 1940년 2월에는 대흥광업주식회사 이사와 대흥상사주식회사 이사를, 1940년 12월에는 전라산업주식회사 이사를 역임했다. 1941년 9월에는 조선임전보국단 전라북도발기인으로 참여했다.
광복 이후인 1949년 8월 6일에 반민족행위특별조사위원회에 체포되었지만 같은 해 8월 31일에 기소유예 처분을 받았다. 1956년에는 홍해제염공사 사장을 역임했다. 전주여자고등보통학교 설립 과정에서는 300원을 기부했고 광복 이후에는 한성여자중학교 재단 설립 과정에서 약 165.29km2(약 5천만 평)의 토지를 기부했다.

## 참고 자료
- 친일반민족행위진상규명위원회 (2009). 〈홍종철〉. 《친일반민족행위진상규명 보고서 Ⅳ-19》. 서울. 779~786쪽.